# فيم فان إست
فيم فان إست (بالهولندية: Wim van Est)‏ (مواليد 25 مارس 1923 - الوفاة 01 مايو 2003) كان دراج هولندي في صنف سباق الدراجات على الطريق.

## سباقات أو مراحل فاز بها
- طواف فرنسا
- طواف إيطاليا